# Мисс Интернешнл 1990

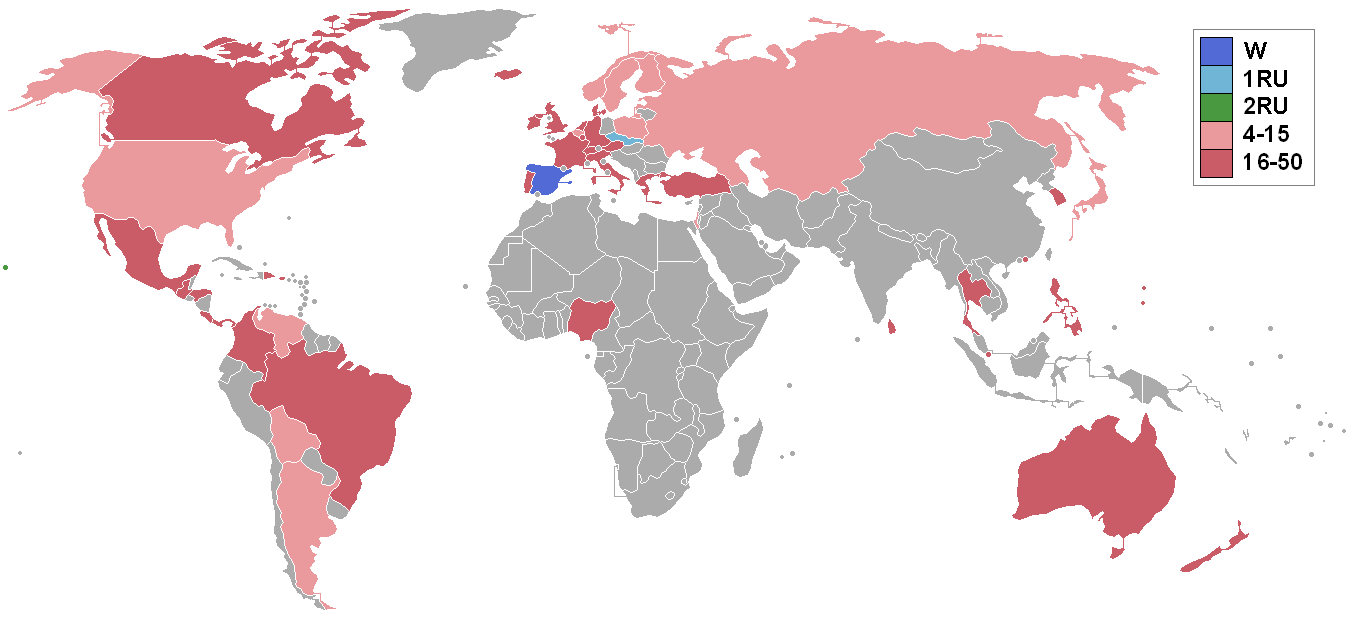
Страны-участницы Мисс Интернешнл

Мисс Интернешнл 1990 (англ. Miss International 1990) — 30-й международный конкурс красоты Мисс Интернешнл, проведённый 16 сентября 1990 года, в Осака (Япония), который выиграла Сильвия де Эстебан Ниубо из Испании.

## Финальный результат
| Финальные результаты | Участница |
| -------------------- | --- |
| Мисс Интернешнл 1990 | - Испания — Сильвия де Эстебан Ниубо |
| 1-я вице-мисс        | - Чехословакия — Ингрид Ондовичова |
| 2-я вице-мисс        | - Гавайи — Надин Атанган Танега |
| Полуфиналистки       | - Аргентина — Ванесса Мирна Рассоре Ойола - Бельгия — Катя Аленс - Боливия — Хссель Греминхер - Финляндия — Ану Или-Менпаа - Израиль — Равит Лихтенберг - Япония — Хироко Ониси - Норвегия — Ханне Торсдален - Польша — Ева Мария Шимчак - Швеция — Моника Халина Андреассон - США — Шона Ли Боуман - СССР — Ирина Василенко - Венесуэла — Ванесса Ольер |

## Специальные нарграды
| Награда                    | Участницы                                             |
| -------------------------- | ----------------------------------------------------- |
| Лучший национальный костюм | - Боливия — Хиссель Греминхер                         |
| Мисс Дружба                | - Северные Марианские Острова — Эдвина Тайтано Мензис |
| Мисс Фотогеничность        | - СССР — Ирина Василенко                              |

## Участницы
| - Аргентина — Ванесса Мирна Рассоре Ойола - Австралия — Анна Стокс - Австрия — Сандра Луттенбургер (Universe 90, Europe 91) - Бельгия — Катя Аленс (World 90, Europe 91, Universe 91) - Боливия — Хиссель Греминхер - Бразилия — Ивана Карла Хубш - Канада — Ли Анн Брюс - Колумбия — Эльса Виктория Ривера Ботеро - Коста-Рика — Андреа Мурильо Фальяс (World 90) - Чехословакия — Ингрид Одровикова - Дания — Пернилле Виред - Доминиканская Республика — Вивиан Аэлин Кальдерон - Финляндия — Ану Или-Мэнпа (2nd RU Charm Int'l 90) - Франция — Селин Марто - Германия — Илька Эндрес (Universe 95; SF Europe 95) - Великобритания — Джейн Ллойд (Miss Wales in Universe 90 & Europe 91) - Греция — Ирини Стефану - Гуам — Кассандра Линн Кальво - Гватемала — Марианелья Амелия Абате (Universe 90) - Гавайи — Надин Атанан Танега - Нидерланды — Эстер Вильгельмина Йоханна ден Оттер - Гондурас — Клаудия Мерседес Кабальеро - Гонконг — Элен Янг Ханг-Лан - Исландия — Тордис Стейнунн Стейнсдоттир - Ирландия — Вероника Мэри Мур - Израиль — Равит Лихтенберг | - Италия — Сильвия Пачи - Япония — Хироко Ониси - Республика Корея — Шин Со-йонг - Люксембург — Биа Джарцинска (World 90) - Мексика — Элисабет Кавасос Леаль - Новая Зеландия — Таня Элизабет Марш - Нигерия — Регина Аскина - Северные Марианские Острова — Эдвина Тайтано Мензиес (Universe 90) - Норвегия — Ханне Торсдален - Панама — Анхела Патрисия Вергара - Филиппины — Дженнифер "Jenny" Перес Пингри - Польша — Эва Мария Шимчак (SF World 90: SF Europe 91) - Португалия — Мария Жозе душ Сантуш Кардозу - Пуэрто-Рико — Ана Роса Брито Суарес (World 93; SF Universe 97) - Сингапур — Дженни Ван Вонг Йи - Испания — Сильвия де Эстабан Ниубо - Шри-Ланка — Десана Даника Дедигама - Швеция — Моника Халина Андеассон - Швейцария — Роземария Росвита Нёф - Таиланд — Лакшами Тьенкантаде - Турция — Айлин Фатма Айдын - США — Шона Ли Боуман - СССР — Ирина Василенко - Венесуэла — Ванесса Ольер |